# NS Brendan Simbwaye
El NS Brendan Simbwaye (P11) es un buque patrullero de la Armada de Namibia. Construido y lanzado en Brasil, fue puesto en servicio en la Marina de Namibia en 2009. Su diseño se basó en las lanchas patrulleras de clase Grajaú de la Marina de Brasil. La embarcación se utiliza para patrullar la Zona económica exclusiva de Namibia.

## Descripción
Basado en el diseño del patrullero clase Grajaú de la Armada brasileña, el barco tiene un desplazamiento a plena carga de 263 toneladas largas (267 t) y mide 46,5 m de largo con una manga de 7,5 m y un calado de 7,5 m. El buque está propulsado por dos motores diesel MTU 16V 396 TB94 de 5800 caballos de fuerza (4300 kW) que accionan dos ejes. Esto le da al buque una velocidad máxima de 26 nudos (48 km/h; 30 mph) y un alcance de 2200 nmi (4100 km; 2500 mi) a 12 nudos (22 km/h; 14 mph).
La nave está armada con un cañón Bofors L/70 de 40 mm y dos cañones Oerlikon de 20 mm. El Brendan Simbwaye está equipado con un radar de búsqueda de superficie Decca 1290A. El barco patrulla tiene una tripulación de 29 marineros incluyendo cuatro oficiales.

## Historia de la operación
En 2003, Namibia y el Brasil concertaron un acuerdo en virtud del cual el Brasil construiría una lancha patrullera para Namibia basada en su clase Grajaú. La embarcación fue construida por el INACE en  Fortaleza y se colocó el 25 de febrero de 2005. Bautizado con el nombre de Brendan Simbwaye, el barco patrullero fue botado el 1 de mayo de 2008 y puesto en servicio el 16 de enero de 2009 en Fortaleza. El barco zarpó hacia Namibia el 31 de marzo de 2009 y llegó a Walvis Bay 22 días después. Durante su viaje inaugural a Namibia fue acompañado por la corbeta Caboclo de la Armada del Brasil e hizo paradas en la Isla Ascensión y en  Santa Elena. El buque se utiliza operacionalmente para la gestión general de la zona económica exclusiva. El barco participó en el código de ejercicios marítimos de la Comunidad de Desarrollo de África Austral llamado Golfinho en 2009.